# Savel Știopul
Savel Știopul, uneori Savel Stiopul, (Savel Leontin Știopul, n. 15 iunie 1926, Cluj – d. 28 septembrie 2007, București) a fost un regizor, actor și scenarist român.

## Biografie
Născut într-o familie mixtă (tata român, mama armeancă), viitorul regizor urmează  cursurile Institutului Național de Artă Teatrală și Cinematografică (absolvent 1951).
Bogată activitate publicistică și de cultură cinematografică („Despre natura cinematografului și alte eseuri”  (2000), „Incursiune în istoria filmului românesc”  (2001), „Sărmanul Cain”  (2006)) ,.
Alături de activitatea regizorală, a avut și apariții episodice în filme de ficțiune.
Savel Știopul a decedat în 2007 la 81 de ani. A fost înmormântat la Cimitirul Armenesc din București.

## Filmografie

### Regizor
- Femeile luptă pentru pace (1950)
- Bogății ascunse (1953)
- Primăvara (1954)
- București, oraș înflorit (1955)
- Cu fața spre public (1956)
- Amintirea unei artiste (1957)
- The School of Work (1959)
- Flăcăul și focul (1960)
- Aproape de soare (1961) - debut în lungmetrajul de ficțiune
- Anotimpuri (1964)
- Cu acul și ața (1966)
- Ultima noapte a copilăriei (1968)
- Timpul care-ți aparține (1969)
- Aventuri la Marea Neagră (1972)
- Agentul straniu (1974)
- Ultimele zile ale verii (1976)
- Falansterul (1979)
- Mușchetarii în vacanță (1985)
- Proprietarii de stele (2001)

### Scenarist
- Aproape de soare (1961) - împreună cu Paul Anghel
- Anotimpuri (1964)
- Aventuri la Marea Neagră (1972) - colaborator la scenariu
- Agentul straniu (1974) - împreună cu Horia Lovinescu
- Proprietarii de stele (2001)

### Actor
- Aventuri la Marea Neagră (1972)
- Tatăl risipitor (1974)
- Agentul straniu (1974)
- Ultimele zile ale verii (1976)
- Falansterul (1979)
- Rug și flacără (1980)
- Lumina palidă a durerii (1980)
- Comoara (1983)
- Secretul lui Bachus (1984)
- Stare de fapt (1995)
- Train de vie (1998) .... Sage 4

## Cărți
- Despre natura cinematografului și alte eseuri, editura Antet,  (2000),
- Incursiune în istoria filmului românesc, editura Antet,  (2001),
- Sărmanul Cain - Povestiri filmice, editura Ararat  (2006),
- Itinerar întru descoperirea unei a 7-a arte, editura Ararat  (2007).